# Квалификације за Светско првенство у фудбалу 2022.
У квалификацијама за Светско првенство у фудбалу 2022. су учествовале 209 репрезентација из шест континенталних ФИФА конфедерација од којих су се две касније повукле, а једна је суспендована током квалификација. Катар се као домаћин директно квалификовао, док су се преостала 31 репрезентација (32 репрезентације ће учествовати на завршном турниру) квалификовала кроз квалификације.
Квалификације су почеле у јуну 2019. године. За разлику од претходних турнира, није било главног жреба, због тога што су се сада квалификације одржавале у различитом периоду на сваком континенту.

## Квалификоване репрезентације
| Репрезентација    | Квалификована као                     | Датум квалификације | Преглед учешћа на турнирима1, 2                                                                                                   |
| ----------------- | ------------------------------------- | ------------------- | --- |
| Катар             | Домаћин                               | 2. децембар 2010.   | 0 (дебитант) |
| Немачка           | Победник УЕФА групе Ј                 | 11. октобар 2021.   | 19 (1934, 1938, 19543, 19583, 19623, 19663, 19703, 19743, 19783, 19823, 19863, 19903, 1994, 1998, 2002, 2006, 2010, 2014, 2018)   |
| Данска            | Победник УЕФА групе Ф                 | 12. октобар 2021.   | 5 (1986, 1998, 2002, 2010, 2018)                                                                                                  |
| Бразил            | Победник у КОНМЕБОЛ групи             | 11. новембар 2021.  | 21 (1930, 1934, 1938, 1950, 1954, 1958, 1962, 1966, 1970, 1974, 1978, 1982, 1986, 1990, 1994, 1998, 2002, 2006, 2010, 2014, 2018) |
| Француска         | Победник УЕФА групе Д                 | 13. новембар 2021.  | 15 (1930, 1934, 1938, 1954, 1958, 1966, 1978, 1982, 1986, 1998, 2002, 2006, 2010, 2014, 2018)                                     |
| Белгија           | Победник УЕФА групе Е                 | 13. новембар 2021.  | 13 (1930, 1934, 1938, 1954, 1970, 1982, 1986, 1990, 1994, 1998, 2002, 2014, 2018)                                                 |
| Хрватска          | Победник УЕФА групе Х                 | 14. новембар 2021.  | 5 (1998, 2002, 2006, 2014, 2018)                                                                                                  |
| Шпанија           | Победник УЕФА групе Б                 | 14. новембар 2021.  | 15 (1934, 1950, 1962, 1966, 1978, 1982, 1986, 1990, 1994, 1998, 2002, 2006, 2010, 2014, 2018)                                     |
| Србија            | Победник УЕФА групе А                 | 14. новембар 2021.  | 12 (19304, 19504, 19544, 19584, 19624, 19744, 19824, 19904, 19985, 20065, 2010, 2018)                                             |
| Енглеска          | Победник УЕФА групе И                 | 15. новембар 2021.  | 15 (1950, 1954, 1958, 1962, 1966, 1970, 1982, 1986, 1990, 1998, 2002, 2006, 2010, 2014, 2018)                                     |
| Швајцарска        | Победник УЕФА групе Ц                 | 15. новембар 2021.  | 11 (1934, 1938, 1950, 1954, 1962, 1966, 1994, 2006, 2010, 2014, 2018)                                                             |
| Холандија         | Победник УЕФА групе Г                 | 16. новембар 2021.  | 10 (1934, 1938, 1974, 1978, 1990, 1994, 1998, 2006, 2010, 2014)                                                                   |
| Аргентина         | Другопласирани у КОНМЕБОЛ групи       | 16. новембар 2021.  | 17 (1930, 1934, 1958, 1962, 1966, 1974, 1978, 1982, 1986, 1990, 1994, 1998, 2002, 2006, 2010, 2014, 2018)                         |
| Иран              | Победник АФК треће коло групе А       | 27. јануар 2022.    | 5 (1978, 1998, 2006, 2014, 2018)                                                                                                  |
| Јужна Кореја      | Другопласирани АФК треће коло групе А | 1. фебруар 2022.    | 10 (1954, 1986, 1990, 1994, 1998, 2002, 2006, 2010, 2014, 2018)                                                                   |
| Јапан             | Другопласирани АФК треће коло групе Б | 24. март 2022.      | 6 (1998, 2002, 2006, 2010, 2014, 2018)                                                                                            |
| Саудијска Арабија | Победник АФК треће коло групе Б       | 24. март 2022.      | 5 (1994, 1998, 2002, 2006, 2018)                                                                                                  |
| Еквадор           | Четвртопласирании у КОНМЕБОЛ групи    | 24. март 2022.      | 3 (2002, 2006, 2014) |
| Уругвај           | Трећепласирани у КОНМЕБОЛ групи       | 24. март 2022.      | 13 (1930, 1950, 1954, 1962, 1966, 1970, 1974, 1986, 1990, 2002, 2010, 2014, 2018)                                                 |
| Канада            | Победник у КОНКАКАФ групи             | 27. март 2022.      | 1 (1986) |
| Гана              | Победник у КАФ трећој рунди           | 29. март 2022.      | 3 (2006, 2010, 2014) |
| Сенегал           | Победник у КАФ трећој рунди           | 29. март 2022.      | 2 (2002, 2018) |
| Португал          | Победник у УЕФА баражу Ц              | 29. март 2022.      | 7 (1966, 1986, 2002, 2006, 2010, 2014, 2018)                                                                                      |
| Пољска            | Победник у УЕФА баражу Б              | 29. март 2022.      | 8 (1938, 1974, 1978, 1982, 1986, 2002, 2006, 2018)                                                                                |
| Тунис             | Победник у КАФ трећој рунди           | 29. март 2022.      | 5 (1978, 1998, 2002, 2006, 2018)                                                                                                  |
| Мароко            | Победник у КАФ трећој рунди           | 29. март 2022.      | 5 (1970, 1986, 1994, 1998, 2018)                                                                                                  |
| Камерун           | Победник у КАФ трећој рунди           | 29. март 2022.      | 7 (1982, 1990, 1994, 1998, 2002, 2010, 2014)                                                                                      |
| Сједињене Државе  | Трећепласирани у КОНКАКАФ групи       | 30. март 2022.      | 10 (1930, 1934, 1950, 1990, 1994, 1998, 2002, 2006, 2010, 2014)                                                                   |
| Мексико           | Другопласирани у КОНКАКАФ групи       | 30. март 2022.      | 16 (1930, 1950, 1954, 1958, 1962, 1966, 1970, 1978, 1986, 1994, 1998, 2002, 2006, 2010, 2014, 2018)                               |
| Велс              | Победник у УЕФА баражу А              | 5. јун 2022.        | 1 (1958) |
| Аустралија        | Победник у баражу АФК-КОНМЕБОЛ        | 13. јун 2022.       | 5 (1974, 2006, 2010, 2014, 2018)                                                                                                  |
| Костарика         | Победник у баражу КОНКАКАФ-ОФК        | 14. јун 2022.       | 5 (1990, 2002, 2006, 2014, 2018)                                                                                                  |

 Напомене:
1 Подебљана година означава првака у тој години
2 Коса година означава домаћина у тој години
3 Као Западна Немачка
4 као Југославија
5 као СР Југославија/Србија и Црна Гора

## Квалификациони процес
На Светском првенству у фудбалу 2022. године учествује 32 репрезентације. На конгресу који је одржан 30. маја 2015. године у Цириху одлучено је да се квалификациони процес који је примјењен за првенство 2014. године буде исти и 2018 и 2022. године. Биће ово први пут после 1930. и 1934. да земља домаћин наступи по први пут на првенству.
Одлучено је да се места, кроз квалификације, доделе конфедерацијама на следећи начин:
- Европа (УЕФА): 13 места
- Африка (КАФ): 5 места
- Азија (АФК): 4-5 места
- Јужна Америка (КОНМЕБОЛ) 4-5 места
- Северна, Средња Америка и Кариби (КОНКАКАФ) 3-4 места
- Домаћин: 1 место
- Океанија: 0-1 место

## Квалификације
| Конфедерација | Репрезентација стартовало | Репрезентације које су обезбедиле место | Елиминисане репрезентације | Укупан број места | Почетак квалификација | Крај квалификација |
| ------------- | ------------------------- | --------------------------------------- | -------------------------- | ----------------- | --------------------- | ------------------ |
| АФК           | 45+1                      | 5+1                                     | 40                         | 4+1 или 5+1       | 6. јун 2019.          | 13. јун 2022.      |
| КАФ           | 54                        | 5                                       | 49                         | 5                 | 4. септембар 2019.    | 29. март 2022.     |
| КОНКАКАФ      | 34                        | 4                                       | 30                         | 3 или 4           | 24. март 2021.        | 14. јун 2022.      |
| КОНМЕБОЛ      | 10                        | 4                                       | 6                          | 4 или 5           | 8. октобар 2020.      | 13. јун 2022.      |
| ОФК           | 7                         | 0                                       | 7                          | 0 или 1           | 17. март 2022.        | 14. јун 2022.      |
| УЕФА          | 55                        | 13                                      | 42                         | 13                | 24. март 2021.        | 5. јун 2022.       |
| Укупно        | 205+1                     | 31+1                                    | 174                        | 31+1              | 6. јун 2019.          | 14. јун 2022.      |

### Азија
У квалификацијама у Азије (АФК) учествује 45 репрезентација за које је обезбеђено 4-5 мјеста на завршном турниру. Квалификације су састављене у 4 круга. Структура квалификација је следећа:
- Први круг: Укупно 12 репрезентација (рангирани од 35-46) су играли двоструки куп систем. Побједници се квалификују у други круг.
- Други круг: Укупно 40 репрезентација (рангирани од 1-34) и 6 победничких репрезентација из првог круга су распоређени у осам група по 5 репрезентација које играју двоструки лига систем. Побједници сваке групе и 4 најбоље другопласиране репрезентације квалификују се у трећи круг
- Трећи круг: Укупно 12 репрезентација победница другог круга се распоређују у двије групе по 6 репрезентација које ће играти двоструки лига систем. Прва два тима из сваке групе ће се пласирати на Светско првенство у фудбалу 2022. а трећепласиране репрезентације ће се квалификовати у четврти круг.
- Четврти круг: Трећепласиране репрезентације из трећег круга играју двоструки куп систем. Победник се квалификује на међуконтинентални бараж где ће играти против репрезентације из КОНКАКАФ зоне.

### Африка
У квалификацијама у Африци (КАФ) учествују 54 државе за које је обезбјеђено 5 места на завршном турниру. Квалификације су састављене у три круга. Структура квалификација је следећа:
- Први круг: Укупно 26 репрезентација (рангирани од 28-53) ће играти двоструки куп систем. Победници првог круга се квалификују у други круг.
- Други круг: Укупно 40 репрезентација (рангирани од 1 до 27 и 13 побједника првог круга) ће играти двоструки куп систем. побједници другог круга квалификују се у трећи круг.
- Трећи круг: Укупно 20 репрезентација победница другог круга се распоређују у 5 група по 4 репрезентације које играју двоструки лига систем. Побједници свих 5 група ће се квалификовати на Светско првенство у фудбалу 2022.

### Европа
У квалификацијама у Европи (УЕФА) учествују 55 земље за које је обезбеђено 13 места на завршном турниру. Репрезентације су подељене у пет група по пет екипа и пет група од по 6 екипа које играју двоструки лига систем. Победници сваке групе пласираће се на Светско првенство у фудбалу 2022., а сви другопласирани ће играни бараж. Њима ће се прикључити још две репрезентације у зависности од резултата које су постигли у Лиги нација 2020/21. како би одредили још три места за првенство.

### Јужна Америка
Структура квалификација је иста као и претходних ранијих година. Десет репрезентација ће играти двоструки лига систем. Четири најбоље репрезентације ће се квалификовати на Светско првенство у фудбалу 2022. а пета репрезентације ће се квалификовати на међуконтинентални бараж где ће играти са репрезентацијом из ОФК зоне.

### Северна, Средња Америка и Кариби
У квалификацијама у Сјеверној — Средњој Америци и Карибима (КОНКАКАФ) учествује 35 земаља, од који се три квалификују директно на светско првенство а једна игра доигравање са екипом из Азије. Квалификације се састоје из 5 кругова:
- Први круг: Укупно 14 репрезентација (рангираних од 22 до 35) су играли двоструки куп систем. Победници првог круга се квалификују у други круг.
- Други круг: Укупно 20 репрезентација (рангираних од 9 до 21 и 7 побједника првог круга) су играли двоструки куп систем. Победници другог круга квалификују се у трећи круг.
- Трећи круг: Укупно 12 репрезентација (рангираних од 7 до 8 и 10 побједника другог круга) ће играти двоструки куп систем. Победници трећег круга ће се квалификовати у четврти круг.
- Четврти круг: Укупно 12 репрезентација (рангираних од 1 до 6 и 6 побједника трећег круга) ће играти двоструки лига систем. Прве две репрезентације сваке групе ће се квалификовати у пети круг.
- Пети круг: Укупно 6 репрезентација ће се налазити у једној групи које ће играти двоструки лига систем. Прве три репрезентације ће се квалификовати на Светско првенство у фудбалу 2022. а четврта репрезентација ће се квалификовати на међуконтинентални бараж где ће играти са репрезентацијом из Азије.

### Океанија
У квалификацијама у Океанији (ОФК) учествује 11, од којих једна репрезентација игра доигравање са репрезентацијом из КОНМЕБОЛ зоне.

### Међуконтинентални бараж
Међуконтинентални бараж је требало да се одигра у марту 2022. године, али је исти био одложен за јун због насталих промена у Фифином календару одржавања утакмица услед пандемије ковида 19.